# Jogos Sul-Americanos de Praia de 2019
Os Jogos Sul-Americanos de Praia de 2019 foram a quarta edição do evento multiesportivo realizado entre os comitês olímpicos nacionais membros da Organização Desportiva Sul-Americana (ODESUR). O evento ocorreu na cidade de Rosário, na Argentina, entre 14 e 23 de março.

## Candidatura
A cidade de Pimentel, no Peru, obteve a sede para os IV Jogos Sul-Americanos de Praia, a serem realizado no ano de 2015, mas foram adiados devido à falta de orçamento para infraestrutura esportiva e à presença do fenômeno de El Niño; sendo a segunda vez que um local adiou alguns jogos após o atraso sofrido pelo Jogos de 2014; razão pela qual eles foram adiados para o mês de outubro de 2016, no entanto, em dezembro de 2015, foi decidido adiá-los novamente para fevereiro de 2017, porque a data anterior era muito próxima à do III Jogos Bolivarianos de Praia, realizados em Iquique, Chile. Então, foi adiado para maio, No entanto, o prefeito da cidade de Pimentel relatou que a sede em sua cidade foi definitivamente descartada.
Os Jogos foram adiados para 2019; e em setembro de 2017 a cidade de Rosário, na Argentina, foi anunciada como sede.

## Esportes
| - Canoagem - Esqui aquático - Futebol de areia - Handebol de praia | - Natação - Remo - Rugby de praia - Skate - Stand up paddle | - Tênis de praia - Triatlo - Vela - Voleibol de praia |

## Países participantes
Todos os quatorze países filiados à ODESUL participaram do evento (entre parênteses o número de atletas):
| - Argentina (119) - Aruba (9) - Bolívia (16) - Brasil (62) | - Chile (110) - Colômbia (68) - Equador (73) - Guiana (20) | - Panamá (6) - Paraguai (77) - Peru (67) - Suriname (4) | - Uruguai (57) - Venezuela (95) |

## Quadro de medalhas
Quadro de medalhas final.
     País sede destacado.
| Ordem | País      |    |    |    | Total |
| 1     | Argentina | 17 | 19 | 13 | 49    |
| 2     | Peru      | 13 | 2  | 4  | 19    |
| 3     | Brasil    | 11 | 9  | 6  | 26    |
| 4     | Chile     | 6  | 5  | 9  | 20    |
| 5     | Venezuela | 3  | 8  | 9  | 20    |
| 6     | Colômbia  | 2  | 4  | 7  | 13    |
| 7     | Equador   | 1  | 2  | 2  | 5     |
| 7     | Paraguai  | 1  | 2  | 2  | 5     |
| 7     | Uruguai   | 1  | 2  | 2  | 5     |
| 10    | Aruba     |    | 2  | 1  | 3     |
| TOTAL | TOTAL     | 55 | 55 | 55 | 165   |